# NGC 653
NGC 653 (również PGC 6290 lub UGC 1193) – galaktyka spiralna (Sab), znajdująca się w gwiazdozbiorze Andromedy. Odkrył ją Édouard Jean-Marie Stephan 29 listopada 1883 roku.